# Spiel des Jahres

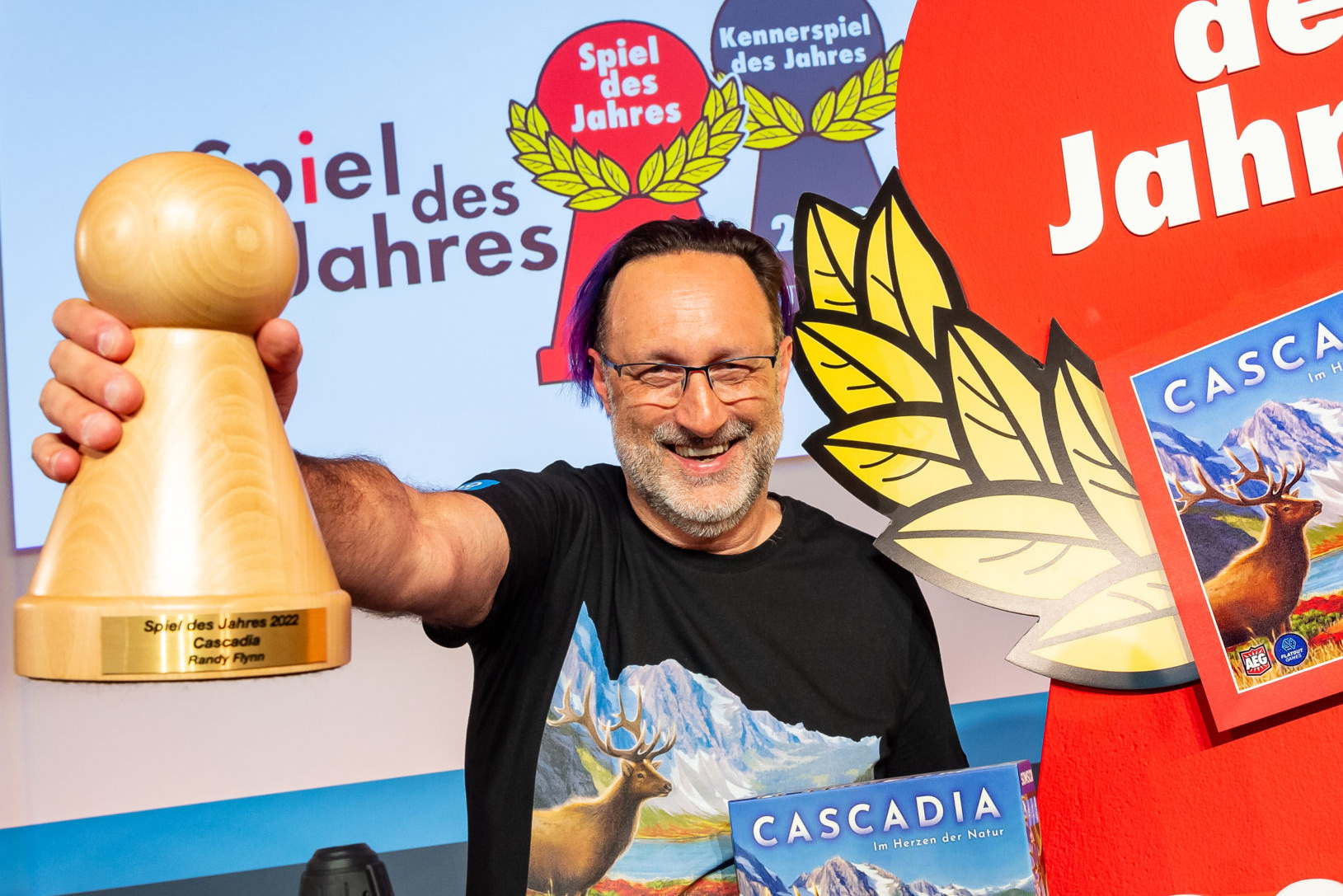
Randy Flynn, autor de Cascadia, premio Spiel des Jahres 2022, con el trofeo.

El premio Spiel des Jahres (Juego del Año en alemán) es un galardón entregado a juegos de mesa y juegos de cartas, creado en 1978 con el propósito establecido de premiar la excelencia en el diseño de juegos, y promover aquellos de mayor calidad en el mercado alemán. Se considera que la existencia y popularidad del premio es uno de los principales factores que influyen en la calidad de los juegos originarios de Alemania. Una nominación a Spiel des Jahres puede incrementar las ventas típicas de 500-3000 copias hasta la cota de las 10.000; un ganador del mismo puede esperar vender entre 300.000 y 500,000 copias.

## Criterios del premio
El premio es concedido por un jurado de críticos de juegos de mesa germano-hablantes (de Alemania, Austria y Suiza), que analizaron juegos lanzados en Alemania en los 12 meses previos. Los juegos tenidos en cuenta son de estilo alemán; los de guerra, de rol, de cartas coleccionables, y otros altamente competitivos y complicados, o creados por aficionados, se encuentran fuera del alcance del premio. Desde 1989 existe un galardón separado para juegos infantiles, el «Kinderspiel des Jahres».
En ocasiones, el jurado ha entregado un premio especial a un juego más complejo, como con Agrícola en 2008 o con Un mundo sin fin en 2010. Antes de 2011, éste era algo excepcional, no entregado anualmente, pero en ese año la práctica fue formalizada cuando el jurado creó una nueva categoría para juegos más complejos, denominada "Kennerspiel des Jahres". Junto a las nominaciones, el jurado también presenta una lista de juegos recomendados, y ocasionalmente otorga premios especiales a juegos que se tuvieron en cuenta para la categoría principal.
Los criterios sobre la base de los cuales se valora un juego son:
1. Concepto (originalidad, jugabilidad, valor del juego)
2. Estructura de las reglas (composición, claridad, comprensibilidad)
3. Aspecto (caja, tableros, reglas)
4. Diseño (funcionalidad, trabajo involucrado)

## Ganadores por año y categoría

### Juego del año(Spiel des Jahres)
| Año  | Ganador                                  | Diseñador                                                                                         | Editor                                      |
| ---- | ---------------------------------------- | ------------------------------------------------------------------------------------------------- | ------------------------------------------- |
| 2025 | Bomb Busters                             | Hisashi Hayashi                                                                                   | Pegasus games                               |
| 2024 | Sky Team: Prepare for landing            | Luc Rémond                                                                                        | Le Scorpion Masqué                          |
| 2023 | Dorfromantik: El Juego de Mesa           | Michael Palm, Lukas Zach                                                                          | Pegasus Spiele                              |
| 2022 | Cascadia                                 | Randy Flynn                                                                                       | Alderac Entertainment Group (Flatout Games) |
| 2021 | MicroMacro: Crime City                   | Johannes Sich                                                                                     | Edition Spielwiese (SD Games)               |
| 2020 | Pictures                                 | Daniela y Christian Stöhr                                                                         | PD-Verlag (MasQueOca Ediciones)             |
| 2019 | Just One                                 | Ludovic Roudy y Bruno Sautter                                                                     | Repos Production (Asmodee)                  |
| 2018 | Azul                                     | Michael Kiesling                                                                                  | Next Move/Plan B Games                      |
| 2017 | Kingdomino                               | Bruno Cathala                                                                                     | Pegasus Spiele                              |
| 2016 | Código secreto                           | Vlaada Chvatil                                                                                    | Czech Games Edition                         |
| 2015 | Colt Express                             | Christophe Raimbault                                                                              | Ludonaute                                   |
| 2014 | Camel Up                                 | Steffen Bogen                                                                                     | Eggertspiele (MasQueOca Ediciones)          |
| 2013 | Hanabi                                   | Antoine Bauza                                                                                     | Asmodée                                     |
| 2012 | Kingdom Builder                          | Donald X. Vaccarino                                                                               | Queen Games                                 |
| 2011 | Qwirkle                                  | Susan McKinley Ross                                                                               | Mindware Spiele                             |
| 2010 | Dixit                                    | Jean-Louis Roubira                                                                                | Libellud                                    |
| 2009 | Dominion                                 | Donald X. Vaccarino                                                                               | Rio Grande Games                            |
| 2008 | Keltis                                   | Reiner Knizia                                                                                     | Kosmos                                      |
| 2007 | Zooloretto                               | Michael Schacht                                                                                   | Abacus Spiele                               |
| 2006 | Thurn and Taxis                          | Andreas Seyfarth y Karen Seyfarth                                                                 | Hans im Glück                               |
| 2005 | Niagara                                  | Thomas Liesching                                                                                  | Zoch Verlag                                 |
| 2004 | Aventureros al tren                      | Alan R. Moon                                                                                      | Days of Wonder                              |
| 2003 | Alhambra                                 | Dirk Henn                                                                                         | Queen Games                                 |
| 2002 | Villa Paletti                            | Bill Payne                                                                                        | Zoch Verlag                                 |
| 2001 | Carcassonne                              | Klaus-Jürgen Wrede                                                                                | Hans im Glück                               |
| 2000 | Torres                                   | Wolfgang Kramer y Michael Kiesling                                                                | Ravensburger                                |
| 1999 | Tikal                                    | Wolfgang Kramer y Michael Kiesling                                                                | Ravensburger                                |
| 1998 | Elfenland                                | Alan R. Moon                                                                                      | Amigo Spiele                                |
| 1997 | Mississippi Queen                        | Werner Hodel                                                                                      | Goldsieber                                  |
| 1996 | El Grande                                | Wolfgang Kramer y Richard Ulrich                                                                  | Hans im Glück                               |
| 1995 | Los colonos de Catán                     | Klaus Teuber                                                                                      | Kosmos                                      |
| 1994 | Manhattan                                | Andreas Seyfarth                                                                                  | Hans im Glück                               |
| 1993 | Liar's Dice (alias Bluff, Perudo o Dudo) | Richard Borg                                                                                      | F.X. Schmid                                 |
| 1992 | Um Reifenbreite                          | Rob Bontenbal                                                                                     | Jumbo                                       |
| 1991 | Drunter und Drüber                       | Klaus Teuber                                                                                      | Hans im Glück                               |
| 1990 | Hoity Toity                              | Klaus Teuber                                                                                      | F.X. Schmid                                 |
| 1989 | Café International                       | Rudi Hoffmann                                                                                     | Mattel                                      |
| 1988 | Barbarossa                               | Klaus Teuber                                                                                      | Altenburger und Stralsunder                 |
| 1987 | Auf Achse                                | Wolfgang Kramer                                                                                   | F.X. Schmid                                 |
| 1986 | Heimlich & Co.                           | Wolfgang Kramer                                                                                   | Ravensburger                                |
| 1985 | Sherlock Holmes Consulting Detective     | Raymond Edwards, Suzanne Goldberg y Gary Grady                                                    | Kosmos                                      |
| 1984 | Dampfross                                | David Watts                                                                                       | Schmidt Spiele                              |
| 1983 | Scotland Yard                            | Werner Schlegel, Dorothy Garrels, Fritz Ifland, Manfred Burggraf, Werner Scheerer y Wolf Hoermann | Ravensburger                                |
| 1982 | Enchanted Forest                         | Alex Randolph y Michel Matschoss                                                                  | Ravensburger                                |
| 1981 | Focus                                    | Sid Sackson                                                                                       | Parker                                      |
| 1980 | Rummikub                                 | Ephraim Hertzano                                                                                  | Intelli                                     |
| 1979 | Hare and Tortoise                        | David Parlett                                                                                     | Ravensburger                                |

### Juego del año para expertos(Kennerspiel des Jahres)
| Año  | Ganador                             | Diseñador                             | Editor                                  |
| ---- | ----------------------------------- | ------------------------------------- | --------------------------------------- |
| 2025 | Endeavor: Deep Sea                  | Carl de Visser y Jarratt Gray         | Burnt Island Games y Grand Gamers Guild |
| 2024 | Daybreak                            | Matt Leacock y Matteo Menapace        | Schmidt                                 |
| 2023 | Challengers!                        | Johannes Krenner, Markus Slawitscheck | 1 More Time Games                       |
| 2022 | Living Forest                       | Aske Christiansen                     | Ludonaute                               |
| 2021 | Paleo                               | Peter Rustemeye                       | Hans im Glück (Devir)                   |
| 2020 | The Crew: The Quest for Planet Nine | Thomas Sing                           | Kosmos (Devir)                          |
| 2019 | Wingspan                            | Elizabeth Hargrave                    | Stonemaier Games (Maldito Games)        |
| 2018 | Pócimas y brebajes                  | Wolfgang Warsch                       | Schmidt Spiele                          |
| 2017 | EXIT                                | Inka & Markus Brand                   | Kosmos                                  |
| 2016 | Isla de Skye: De líder a Rey        | Andreas Pelikan y Alexander Pfister   | Lookout Games                           |
| 2015 | Broom Service                       | Andreas Pelikan y Alexander Pfister   | Ravensburger                            |
| 2014 | Istanbul                            | Rüdiger Dorn                          | Pegasus Spiele (MasQueOca Ediciones)    |
| 2013 | Las leyendas de Andor               | Michael Menzel                        | Kosmos                                  |
| 2012 | Village                             | Inka Brand y Markus Brand             | Eggertspiele y Pegasus Spiele           |
| 2011 | 7 Wonders                           | Antoine Bauza                         | Repos Production                        |

### Juego infantil del año(Kinderspiel des Jahres)
| Años | Ganador                                      | Diseñador                                | Editor                           |
| ---- | -------------------------------------------- | ---------------------------------------- | -------------------------------- |
| 2025 | Topp die Torte!                              | Wolfgang Warsch                          | Schmidt                          |
| 2024 | Die magischen Schlüssel                      | Markus Slawitschek y Arno Steinwender    | Game Factory / Happy Baobab      |
| 2023 | Mysterium Kids: Captain Echo's Treasure      | Antonin Boccara, Yves Hirschfeld         | Libellud                         |
| 2022 | Zauberberg                                   | Jens-Peter Schliemann, Bernhard Weber    | Amigo                            |
| 2021 | Dragomino                                    | Bruno Cathala, Marie Fort, Wilfried Fort | Blue Orange Games                |
| 2020 | Hedgehog Roll                                | Urtis Šulinskas                          | Piatnik                          |
| 2019 | El Valle de los Vikingos                     | Marie Fort y Wilfried Fort               | HABA                             |
| 2018 | Tesoro Brillante                             | Günter Burkhardt y Lena Burkhardt        | HABA - Habermaaß GmbH            |
| 2017 | Escuela de pingüinos                         | Brian Gómez                              | Amigo                            |
| 2016 | Stone Age Junior                             | Marco Teubner                            | Hans im Glück                    |
| 2015 | Spinderella! / Fila filo                     | Roberto Fraga                            | Zoch                             |
| 2014 | Geister, Geister, Schatzsuchmeister!         | Brian Yu                                 | Mattel Games                     |
| 2013 | Der verzauberte Turm / La torre encantada    | Inka and Markus Brand                    | Schmidt/Marke Drei Magier Spiele |
| 2012 | Schnappt Hubi!                               | Steffen Bogen                            | Ravensburger                     |
| 2011 | Da ist der Wurm drin                         | Carmen Kleinert                          | Zoch                             |
| 2010 | Diego Drachenzahn                            | Manfred Ludwig                           | HABA                             |
| 2009 | Das magische Labyrinth / El laberinto mágico | Dirk Baumann                             | Drei Magier Spiele               |
| 2008 | Wer war's?                                   | Reiner Knizia                            | Ravensburger                     |
| 2007 | Beppo der Bock                               | Peter Schackert                          | Huch & Friends                   |
| 2006 | Der Schwarze Pirat                           | Guido Hoffmann                           | Habermaaß                        |
| 2005 | Das Kleine Gespenst                          | Kai Haferkamp                            | Kosmos                           |
| 2004 | Geistertreppe / La escalera encantada        | Michelle Schanen                         | Drei Magier Spiele               |
| 2003 | Viva Topo!                                   | Manfred Ludwig                           | Selecta (MasQueOca Ediciones)    |
| 2002 | Maskenball der Käfer                         | Peter-Paul Joopen                        | Selecta (MasQueOca Ediciones)    |
| 2001 | Klondike                                     | Christian Wolf y Stefanie Rohner         | Habermaaß                        |
| 2000 | Arbos                                        | Armin Müller y Martin Arnold             | M+A Spiel                        |
| 1999 | Kayanak                                      | Peter-Paul Joopen                        | Habermaaß                        |
| 1998 | Chicken Cha Cha Cha / Cocoricó cocorocó      | Klaus Zoch                               | Zoch Verlag                      |
| 1997 | Leinen Los!                                  | Alex Randolph                            | Habermaaß                        |
| 1996 | Vier zu Mir                                  | Heike Baum                               | Altenburger und Stralsunder      |
| 1995 | Karambolage                                  | Heinz Meister                            | Habermaaß                        |
| 1994 | Loopin' Louie                                | Carol Wiseley                            | Milton Bradley                   |
| 1993 | Ringel Rangel                                | Geni Wyss                                | Habermaaß                        |
| 1992 | Schweinsgalopp                               | Heinz Meister                            | Ravensburger                     |
| 1991 | Corsaro - Irrfahrt im Piratenmeer            | Wolfgang Kramer                          | Herder                           |
| 1990 | Das Geisterschloss                           | Virginia Charves                         | F.X. Schmid                      |
| 1989 | Gute Freunde                                 | Alex Randolph                            | Selecta                          |

### Premios especiales
| Años | Premio                     | Ganador                                                             | Diseñador                                                 | Editor                 |
| ---- | -------------------------- | ------------------------------------------------------------------- | --------------------------------------------------------- | ---------------------- |
| 2025 | sin premios especiales     | sin premios especiales                                              | sin premios especiales                                    | sin premios especiales |
| 2024 | sin premios especiales     | sin premios especiales                                              | sin premios especiales                                    | sin premios especiales |
| 2023 | Premio especial            | Unlock!: Unlock! Game Adventures y Unlock! Kids: Detective Stories. | Cyril Demaegd, Mathieu Casnin, Thomas Cauët y Jeremy Koch | Space Cowboys          |
| 2022 | sin premios especiales     | sin premios especiales                                              | sin premios especiales                                    | sin premios especiales |
| 2021 | sin premios especiales     | sin premios especiales                                              | sin premios especiales                                    | sin premios especiales |
| 2020 | sin premios especiales     | sin premios especiales                                              | sin premios especiales                                    | sin premios especiales |
| 2019 | sin premios especiales     | sin premios especiales                                              | sin premios especiales                                    | sin premios especiales |
| 2018 | Premio especial            | Pandemic Legacy: Season 2                                           | Matt Leacock y Rob Daviau                                 | Z-Man Games            |
| 2017 | sin premios especiales     | sin premios especiales                                              | sin premios especiales                                    | sin premios especiales |
| 2016 | sin premios especiales     | sin premios especiales                                              | sin premios especiales                                    | sin premios especiales |
| 2015 | sin premios especiales     | sin premios especiales                                              | sin premios especiales                                    | sin premios especiales |
| 2014 | sin premios especiales     | sin premios especiales                                              | sin premios especiales                                    | sin premios especiales |
| 2013 | sin premios especiales     | sin premios especiales                                              | sin premios especiales                                    | sin premios especiales |
| 2012 | sin premios especiales     | sin premios especiales                                              | sin premios especiales                                    | sin premios especiales |
| 2011 | sin premios especiales     | sin premios especiales                                              | sin premios especiales                                    | sin premios especiales |
| 2010 | Juego del Año plus         | Un mundo sin fin                                                    | Michael Rieneck y Stefan Stadler                          | Kosmos                 |
| 2009 | Juego de fiesta            | Gift Trap                                                           | Nick Kellet                                               | GiftTRAP Enterprises   |
| 2009 | Nuevos mundos de juego     | Space Alert                                                         | Vlaada Chvátil                                            | Czech Games Edition    |
| 2008 | Juego complejo             | Agrícola                                                            | Uwe Rosenberg                                             | Lookout Games          |
| 2007 | sin premios especiales     | sin premios especiales                                              | sin premios especiales                                    | sin premios especiales |
| 2006 | Juego complejo             | Caylus                                                              | William Attia                                             | Ẏstari Games           |
| 2006 | Juego de fantasía          | Shadows Over Camelot                                                | Serge Laget y Bruno Cathala                               | Days of Wonder         |
| 2005 | sin premios especiales     | sin premios especiales                                              | sin premios especiales                                    | sin premios especiales |
| 2004 | sin premios especiales     | sin premios especiales                                              | sin premios especiales                                    | sin premios especiales |
| 2003 | sin premios especiales     | sin premios especiales                                              | sin premios especiales                                    | sin premios especiales |
| 2002 | sin premios especiales     | sin premios especiales                                              | sin premios especiales                                    | sin premios especiales |
| 2001 | Juego histórico            | Troia                                                               | Thomas Fackler                                            | Zeitstein Spiele       |
| 2001 | Juego literario            | Lord of the Rings                                                   | Reiner Knizia                                             | Kosmos                 |
| 2000 | sin premios especiales     | sin premios especiales                                              | sin premios especiales                                    | sin premios especiales |
| 1999 | sin premios especiales     | sin premios especiales                                              | sin premios especiales                                    | sin premios especiales |
| 1998 | sin premios especiales     | sin premios especiales                                              | sin premios especiales                                    | sin premios especiales |
| 1997 | Juego de destreza          | Husarengolf                                                         | Torsten Marold                                            | Abacus                 |
| 1997 | Juego precioso             | Aztec                                                               | Niek Neuwahl                                              | Zoch Spiele            |
| 1996 | Juego de destreza          | PitchCar                                                            | Jean du Poel                                              | Goldsieber             |
| 1996 | Juego precioso             | Venice Connection                                                   | Alex Randolph                                             | Drei Magier Spiele     |
| 1995 | Rompecabezas               | 3D Krimi-Puzzle                                                     | sin diseñador específico                                  | Milton Bradley         |
| 1995 | Juego precioso             | Tri-Ba-Lance                                                        | Michael Sohre                                             | Theta Promotions       |
| 1994 | Juego precioso             | Doctor Faust                                                        | Reinhold Wittig                                           | Blatz Spiele           |
| 1993 | Juego precioso             | Kula Kula                                                           | Reinhold Wittig                                           | Blatz Spiele           |
| 1992 | sin premios especiales     | sin premios especiales                                              | sin premios especiales                                    | sin premios especiales |
| 1991 | Juego precioso             | Master Labyrinth                                                    | Max Kobbert                                               | Ravensburger           |
| 1990 | Juego precioso             | Life Style                                                          | sin diseñador específico                                  | Ravensburger           |
| 1989 | Juego precioso             | Henne Berta                                                         | Geni Wyss                                                 | Habermaaß              |
| 1988 | Juego cooperativo familiar | Sauerbaum                                                           | Johannes Tranelis                                         | Herder                 |
| 1988 | Juego precioso             | Inkognito                                                           | Alex Randolph y Leo Colovini                              | Milton Bradley         |
| 1987 | Juego precioso             | Orient Express                                                      | Jeff Smets                                                | Jumbo                  |
| 1986 | Juego precioso             | Müller & Sohn                                                       | Reinhold Wittig                                           | Kosmos                 |
| 1985 | Juego precioso             | Die drei Magier                                                     | Johann Rüttinger                                          | Drei Magier Spiele     |
| 1984 | Juego precioso             | Uisge                                                               | Roland Siegers                                            | Hexagames              |
| 1983 | Juego precioso             | Wir füttern die kleinen Nilpferde                                   | Reinhold Wittig                                           | Edition Perlhuhn       |
| 1982 | Juego precioso             | Skript                                                              | Henri Sala                                                | Jumbo                  |
| 1981 | Juego precioso             | Ra                                                                  | Marco Donadoni                                            | International Team     |
| 1980 | Solitario                  | Cubo de Rubik                                                       | Ernő Rubik                                                | Arxon                  |
| 1980 | Juego precioso             | Das Spiel                                                           | Reinhold Wittig                                           | Edition Perlhuhn       |
| 1979 | Juego precioso             | Seti                                                                | sin diseñador específico                                  | Bütehorn               |